# 武田實
武田 實（たけだ みのる、1922年3月28日 - 2009年3月6日）は、日本の外交官。駐アイルランド特命全権大使等を経て、迎賓館長を務めた。

## 経歴・人物
東京府立第一商業学校（現東京都立第一商業高等学校）を経て、1944年東京商科大学（現一橋大学）卒業。科学技術庁原子力局国際協力課長、在トルコ日本国大使館一等書記官、同参事官等を経て、1967年在オーストラリア日本国大使館参事官。1969年在ブルガリア日本国大使館参事官。1972年参議院参事、参議院事務局渉外部長兼列国議会同盟課長事務取扱。1976年シドニー総領事。1978年駐ラオス特命全権大使。1982年駐アイルランド特命全権大使。1985年迎賓館長。1992年勲二等旭日重光章受章。2009年叙従三位。